# San Román (Bierge)
San Román (aragonesisch Sant Román) ist ein Weiler der spanischen Gemeinde Bierge in der Provinz Huesca der Autonomen Gemeinschaft Aragonien. Der Ort befindet sich etwa drei Kilometer westlich von Bierge und ist über die Straße A–1227 zu erreichen.

## Geschichte
Der Ort wurde im Jahr 1055 erstmals urkundlich erwähnt.

## Sehenswürdigkeiten
- Pfarrkirche San Román
- Ermita Santa Quiteria